# Жадная мельничиха
«Жадная мельничиха» — мультфильм, созданный на студии «Пилот» в 2004 году. Режиссёр Милана Федосеева создавала по украинской сказке. Мультфильм входит в цикл «Гора самоцветов». В начале мультфильма — пластилиновая заставка «Мы живём в России — Украина».

## Сюжет
Жили когда-то в одном селе мельник и его жена, богатыми они были и очень жадными. А рядом жила бедная старушка, у которой была только курочка-пеструшка. 
Жена мельника, увидев у старушки её единственную курицу, украла у неё эту курицу, и была заколдована и сама превратилась в чудовищную антропоморфную курицу. Мельник попытался найти способ вернуть жене человеческий вид. Пошёл он к кузнецу, тот сковал гигантские ножницы и подстриг жену. Но у неё перья опять появились. Мельник послал свою жену к бондарю, а тот заковал её в бочку. Мельнику это не понравилось. За это время старуха постоянно просыпалась от криков. Тогда мельник обратился к цыганке. 
Цыганка погадала на картах и сказала мельнику "Плохо дело. Твоя жена украла у старушки курочку-пеструшку. Только одно может спасти твою жену, да и тебя тоже: если сделаешь соседке доброе дело, и она тебе скажет за это волшебное слово «Спасибо»". Пришлось мельнику постараться: не только курочку-пеструшку вернуть, но и подарить петушка, а ещё зерна. Старушка сказала «Спасибо!». Тогда всё и наладилось.

## Создатели
| Режиссёр                     | Милана Федосеева |
| Автор сценария               | Милана Федосеева |
| Художник-постановщик         | Игорь Медник |
| Художественный руководитель  | Михаил Алдашин |
| Композитор                   | Лев Землинский |
| Звукорежиссёр                | Владислав Тарасов |
| Авторский текст читает:      | Лев Дуров |
| Роли озвучивали:             | Эдуард Назаров – Мельник / крики, Милана Федосеева – Старушка, Мельничиха / крики |
| Аниматоры:                   | Дмитрий Андреев, Павел Барков, Евгений Дудин, Алексей Науменков, Милана Федосеева, Леон Эстрин |
| Съёмка и спецэффекты:        | Евгений Дудин, Алексей Науменков |
| Директор картины             | Игорь Гелашвили |
| Продюсер                     | Ирина Капличная |
| Пластилиновая заставка:      | - Режиссёр – Сергей Меринов - Художник-постановщик – Эдуард Беляев - Актёр – Александр Леньков - Художники – Юлия Дащинская, Галина Голубева - Аниматоры – Наталья Соколова, Степан Бирюков - Операторы-монтажёры – Андрей Пучнин, Ю. Мелёхина |
| Художественный совет проекта | Эдуард Назаров, Александр Татарский, Михаил Алдашин, Валентин Телегин, Георгий Заколодяжный |
| Руководитель проекта         | Александр Татарский |
| Генеральный продюсер проекта | Игорь Гелашвили |

- Создатели проверены по титрам мультфильма.

## Премьера и награды
- 2005 — Премьерный показ первых 11 фильмов из цикла «Гора самоцветов»[1]  состоялся в феврале 2005 года в рамках Х Открытого российского фестиваля анимационного кино в Суздале.[2]
- 2005 — Диплом жюри Х ОРФАК в Суздале (2005) "Коллективному разуму Большой киностудии «Пилот», энергично создающему «Гору самоцветов».[3]
- 2005 — МКФ «Крок» 2005. Жюри приняло решение учредить специальный приз «За уникальность проекта и высокий художественный уровень» — Анимационной студии «Пилот» (Россия) за цикл «Гора самоцветов».[4]
- 2006 — Национальная премия в области кинематографии «Золотой Орел» за 2005 г. в категории «Лучший анимационный фильм» — циклу «Гора самоцветов» (11 мультфильмов за 2004г.).